# گالدر گازتلو-اوروتیا
گالدر گازتلو-اوروتیا (به انگلیسی: Galder Gaztelu-Urrutia) (متولد ۱۹۷۴ در بیلبائو) کارگردان اهل اسپانیا است.

## فیلم‌شناسی
| سال            | عنوان    | کارگردان | تهیه‌کننده | نویسنده |
| -------------- | -------- | -------- | --------- | ------- |
| ۲۰۱۹           | پلتفرم   | آری      | نه        | نه      |
| ۲۰۲۴           | پلتفرم ۲ | آری      | آری       | آری     |
| اعلام خواهد شد | ریچ فولو | آری      | آری       | آری     |